# Зотовы
Зо́товы — русский дворянский, а с 1710—1802 — и графский род, к которому принадлежал Никита Зотов — учитель Петра I. Владельцы подмосковного поместья Лыткарино.
Род графов Зотовых внесён в V часть дворянской родословной книги Московской губернии.

## Происхождение и история рода
Предок дворян и графов Зотовых служил в Угличе, при дворе царевича Дмитрия (1584—1591), и был сослан Борисом Годуновым в Сибирь. Сыновьям и внукам Никиты Зотова, получившего графский титул в 1710 году, было воспрещено именоваться графами. Высочайшими указами от 21 июня 1802 года и 12 июля 1804 года правнукам Никиты Моисеевича — прапорщику Николаю и коллежскому асессору Александру Ивановичам Зотовым — разрешено называться графами (Герб. Часть VIII. № 3). У Николая потомство только женское: одна дочь за князем П. А. Голицыным, другая — за светлейшим князем А. И. Чернышёвым.

## Другие Зотовы
Потомство знатного татарина Рафаила Михайловича Зотова внесено в III часть родословной книги Санкт-Петербургской губернии. Другие дворянские роды Зотовых, общим числом двенадцать, более позднего происхождения.
Ефим Лукьянович Зотов, ум. 08.06.1746 (без мужского потомства), из крестьян Верейского уезда, лейб-компании прапорщик (с 09.07.1742) Преображенского полка, возведён в потомственное дворянское достоинство Российской Империи 31.12.1741. (Герб. Часть I. № 92).
Потомство Захара Зотова, возведённого в дворянское достоинство Екатериною II (в Гербовник не внесены).

## Известные представители
- Зотовы: Никита и Ефим — дьяки (1676—1692).
- Зотов Иван Никитич — стольник царицы Евдокии Фёдоровны (1686—1692).
- Зотов Никита Моисеевич — думный дьяк (1683—1692).
- Зотов Василий Никитич — стольник (1687—1692)[3].